# 헝수이시
헝수이(衡水, Hengshui, 형수)는 중국 허베이성(河北省)의 지급시이다. 도시 지역의 인구는 48만명, 전체 인구는 422만 정도이다.

## 지리
허베이 성 남부에 위치하고 바오딩 시, 창저우 시, 싱타이 시, 스자좡 시, 산둥성과 접한다.

## 기후
| 헝수이시의 기후                                               | 헝수이시의 기후 | 헝수이시의 기후 | 헝수이시의 기후 | 헝수이시의 기후 | 헝수이시의 기후 | 헝수이시의 기후 | 헝수이시의 기후 | 헝수이시의 기후 | 헝수이시의 기후 | 헝수이시의 기후 | 헝수이시의 기후 | 헝수이시의 기후 | 헝수이시의 기후 |
| 월                                                            | 1월             | 2월             | 3월             | 4월             | 5월             | 6월             | 7월             | 8월             | 9월             | 10월            | 11월            | 12월            | 연간            |
| ------------------------------------------------------------- | --------------- | --------------- | --------------- | --------------- | --------------- | --------------- | --------------- | --------------- | --------------- | --------------- | --------------- | --------------- | --------------- |
| 역대 최고 기온 °C (°F)                                        | 16.8 (62.2)     | 23.3 (73.9)     | 31.5 (88.7)     | 34.6 (94.3)     | 40.6 (105.1)    | 40.6 (105.1)    | 42.8 (109.0)    | 38.3 (100.9)    | 37.2 (99.0)     | 32.2 (90.0)     | 26.2 (79.2)     | 18.6 (65.5)     | 42.8 (109.0)    |
| 일평균 최고 기온 °C (°F)                                      | 3.4 (38.1)      | 7.7 (45.9)      | 14.7 (58.5)     | 21.9 (71.4)     | 27.7 (81.9)     | 32.3 (90.1)     | 32.4 (90.3)     | 30.7 (87.3)     | 27.2 (81.0)     | 21.0 (69.8)     | 11.9 (53.4)     | 4.9 (40.8)      | 19.7 (67.4)     |
| 일일 평균 기온 °C (°F)                                        | −2.3 (27.9)     | 1.4 (34.5)      | 8.1 (46.6)      | 15.3 (59.5)     | 21.4 (70.5)     | 26.1 (79.0)     | 27.5 (81.5)     | 25.9 (78.6)     | 21.2 (70.2)     | 14.5 (58.1)     | 6.0 (42.8)      | −0.5 (31.1)     | 13.7 (56.7)     |
| 일평균 최저 기온 °C (°F)                                      | −6.5 (20.3)     | −3.2 (26.2)     | 2.8 (37.0)      | 9.6 (49.3)      | 15.5 (59.9)     | 20.5 (68.9)     | 23.2 (73.8)     | 22.0 (71.6)     | 16.6 (61.9)     | 9.5 (49.1)      | 1.6 (34.9)      | −4.3 (24.3)     | 8.9 (48.1)      |
| 역대 최저 기온 °C (°F)                                        | −18.3 (−0.9)    | −15.5 (4.1)     | −9.0 (15.8)     | −1.7 (28.9)     | 4.5 (40.1)      | 10.2 (50.4)     | 16.8 (62.2)     | 13.4 (56.1)     | 6.7 (44.1)      | −2.2 (28.0)     | −16.4 (2.5)     | −20.6 (−5.1)    | −20.6 (−5.1)    |
| 평균 강수량 mm (인치)                                         | 1.6 (0.06)      | 5.8 (0.23)      | 7.8 (0.31)      | 24.9 (0.98)     | 38.2 (1.50)     | 62.7 (2.47)     | 151.3 (5.96)    | 109.1 (4.30)    | 41.0 (1.61)     | 26.5 (1.04)     | 14.9 (0.59)     | 2.8 (0.11)      | 486.6 (19.16)   |
| 평균 강수일수 (≥ 0.1 mm)                                      | 1.5             | 2.7             | 2.2             | 4.9             | 5.8             | 7.6             | 10.6            | 9.2             | 6.1             | 4.4             | 3.4             | 2.1             | 60.5            |
| 평균 강설일수                                                 | 2.8             | 3.3             | 1.1             | 0.2             | 0               | 0               | 0               | 0               | 0               | 0               | 1.2             | 2.5             | 11.1            |
| 평균 상대 습도 (%)                                            | 59              | 55              | 50              | 54              | 57              | 58              | 74              | 78              | 71              | 65              | 65              | 62              | 62              |
| 평균 월간 일조시간                                            | 157.4           | 171.4           | 225.4           | 240.5           | 267.0           | 238.2           | 200.5           | 208.5           | 204.0           | 197.1           | 161.2           | 152.7           | 2,423.9         |
| 가능 일조율                                                   | 51              | 56              | 60              | 61              | 61              | 54              | 45              | 50              | 55              | 57              | 54              | 52              | 55              |
| 출처: 중국기상국 (평년값: 1991년~2020년, 극값: 1981년~2010년) |                 |                 |                 |                 |                 |                 |                 |                 |                 |                 |                 |                 |                 |

## 역사
수대에 헝수이 현이 두어졌다. 1982년에 현급시로 승격되었고 1995년에 행정개편으로 지급시로 승격하였다.

## 교육
헝수이 대학, 헝수이 고등학교, 헝수이 대학교 등이 있다.

## 명승지
헝수이 사(衡水寺), 문화대혁명 식당, 무슬림 식당, 두 개의 백화점과 수백 개의 다방이 있다.
해리슨 국제평화병원이 헝수이에 있다. 이 병원은 중국의 전통의학과 서양의 진료와 치료 기술을 모두 사용한다.

## 행정 구역

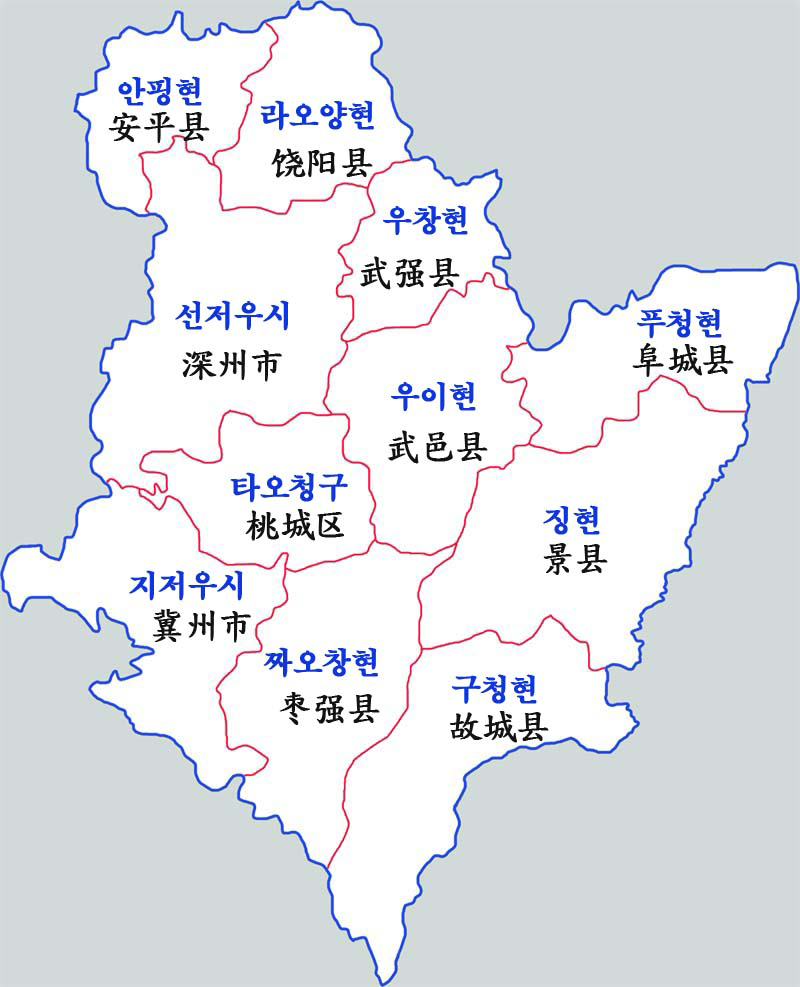
헝수이 시 현급구역

시할구
- 타오청 구(桃城区)
- 지저우 구(冀州区)

현급시
- 선저우 시(深州市)

현
- 짜오창 현(枣强县)
- 우이 현(武邑县)
- 우창 현(武强县)
- 라오양 현(饶阳县)
- 안핑 현(安平县)
- 구청 현(故城县)
- 징 현(景县)
- 푸청 현(阜城县)

## 출신 인물
- 도안 (동진): 기주구 출신
- 동중서: 징현 출신
- 최호 (북위): 구청현 출신
- 공영달
- 녜웨이핑 : 바둑기사, 선저우 시(舊 선현)